# Două reprize în iad
Două reprize în iad (titlul original: Két félidö a pokolban) este un film dramatic maghiar, realizat în 1961 de regizorul Zoltán Fábri, protagoniști fiind actorii Imre Sinkovits, László Márkus și Dezsö Garas. 

## Conținut
În primăvara anului 1944 undeva în Ucraina, se organizează cu ocazia zilei de naștere a lui Hitler un meci de fotbal între o echipă de fotbal alcătuită din niște soldați epuizați de muncă și foame ale unei companii de lucru, care trebuie să-și măsoare puterile cu o echipă aleasă din rândurile armatei germane Luftwaffe. Nemții ordonă ca în echipa aleasă ad-hoc, să nu fie ales nici un evreu. Ca antrenor al echipei este desemnat „steaua” fotbalului, Onodi II, care are la dispoziție doar două săptămâni să pregătească echipa. Nimeni nu e încântat și evită de a participa la acest meci de fotbal, până când li se promite jucătorilor că în timpul antrenamentului vor primi mai multă mâncare și vor fi scutiți în parte de muncă. Pentru ca echipa să fie completă, sunt nevoiți să ia în echipă pe post de extremă stânga, pe Steiner. Necazul e că acesta habar nu avea de fotbal și mai era și evreu. Totuși echipa reușește să facă imposibilul și pentru-că era în joc viața lor, să câștige meciul. Dar bucuria lor nu ține mult…

## Distribuție
- Imre Sinkovits – Ónódi
- Dezsö Garas – Steiner
- József Szendrõ – plutonier Rápity
- István Velenczei – Ferenczi
- Gyula Benkö – Sztepan
- János Görbe – Eberhardt
- Tibor Molnár – Rácz
- János Makláry – plutonier Holup õrmester
- Siegfried Brachfeld – căpitan Heilig
- Antal Farkas – caporal Csorba
- János Rajz – Lipták
- László Márkus  – Pogány
- János Koltai – Géza
- Sándor Suka – Koczina
- Zoltán Gera – Sándor Tankó
- András Komlós – Balogh
- Tamás Végvári – Pál Tankó
- István Egri  – doctorul Hollander
- Emil Fenyö – colonelul
- Bertalan Solti – Agárdi
- László Misoga – Siska
- Noémi Apor – Cica
- Károly Bángyörgyi – locotenent major Zalán

## Din culise
Versiunea originală a filmului vorbit în limba maghiară are o lungime de 140 minute. Versiunea sincronizată prezentată la data de 21 iunie 1965 de Televiziunea germană, are o lungime diminuată cu 45 minute. 
În anul 1962 filmul a câștigat premiul criticilor la Festivalul de Cinema de la Boston și a folosit ulterior ca inspirație la realizarea în 1981 a filmului american Drumul spre victorie (Escape to Victory) a regizorului John Huston.